# Liberale Jüdische Gemeinde zu Magdeburg
Die Liberale Jüdische Gemeinde zu Magdeburg e.V. ist eine liberale jüdische Gemeinde in Magdeburg. Sie wurde 2005 gegründet und hat etwa 117 Mitglieder (Stand 2024). Die Gemeinde ist Mitglied in der Union progressiver Juden in Deutschland.

## Geschichte

### Frühgeschichte
Jüdisches Leben in Magdeburg ist bereits für das Jahr 965 urkundlich dokumentiert. 1492/93 wurden die Magdeburger Juden von Erzbischof Ernst II. von Sachsen vertrieben. Ab 1703 erfolgte die Wiederansiedlung.

### Progressives Erbe
Die Ursprünge des Progressiven Judentums liegen in Deutschland. Als einer der Begründer der Denomination gilt der in Halberstadt geborene Israel Jacobson. Er ließ 1810 in Seesen die weltweit erste Reform-Synagoge erbauen, in der unter anderem eine Orgel stand. Ebenso spielte 1851 eine Orgel, als die Alte Synagoge (Magdeburg) von Ludwig Philippson (1811–1869) geweiht wurde.
Philippson war ein führender Vertreter des liberalen Judentums und wirkte von 1833 bis 1862 als Gemeinderabbiner in Magdeburg, wo er unter anderem die Allgemeine Zeitung des Judentums mitgründete und die hebräische Bibel ins Deutsche übersetzte. 1896 eröffnete Magnus Hirschfeld seine erste Praxis in Magdeburg. Von 1906 bis 1939 amtierte Rabbiner Georg Wilde (1877–1949), Mitglied des Allgemeinen Rabbinerverbandes Deutschlands und der Vereinigung der liberalen Rabbiner Deutschlands. Von ihm erschien u. a. die Predigtsammlung Religiöse Bilder (1914). 
Die jüdische Gemeinde in Magdeburg hatte ihren Sitz in der Großen Schulstraße 2c, verfügte über erheblichen Immobilienbesitz und zählte vor 1939 über dreihundert Familien. Ihr verbunden waren der jüdisch-liberale Jugendbund „Heimat“ und die Ortsgruppe der Vereinigung für das liberale Judentum in Deutschland.
Mit der Vernichtung der jüdischen Bevölkerung Magdeburgs durch die Nationalsozialisten erlosch die dortige Gemeinde und mit ihr das progressive Erbe.

## Neugründung

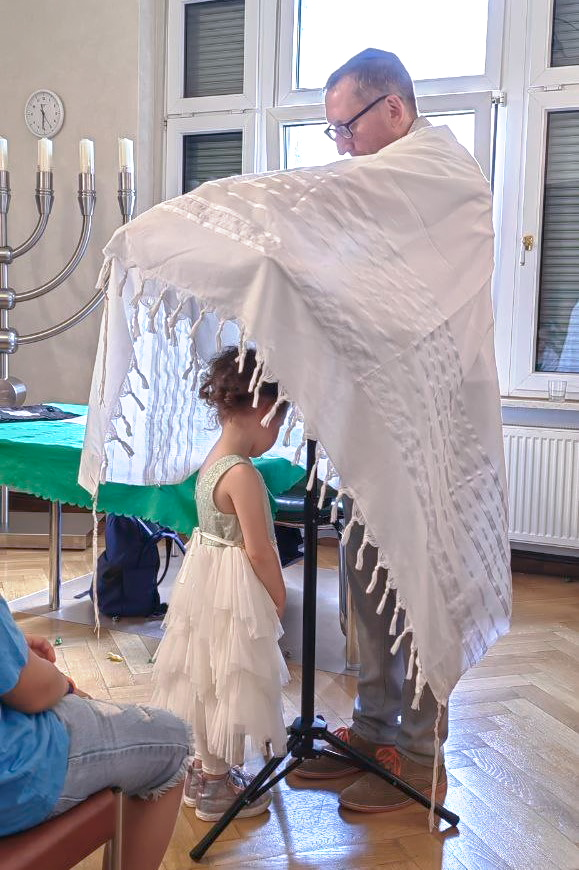
Kindersegen in der liberalen Gemeinde Magdeburg

Im Oktober 2005 wurde die Liberale Jüdische Gemeinde zu Magdeburg vom Amtsgericht Stendal als Verein anerkannt und erhielt den Namen „Jüdische Gemeinde zu Magdeburg e.V.“ Gründungsmitglied und erster Vorsitzender war Igor Tokar.
In Odessa geboren, musste Tokars Familie nach Deutschland auswandern, um sich vor Antisemitismus zu retten. In Deutschland schloss er sich zunächst der Magdeburger Synagogen-Gemeinde an, setzte sich aber später für die Gründung einer liberalen jüdischen Gemeinde in Magdeburg ein, als Glaubensort für Juden, die sich nicht der orthodoxen Glaubensrichtung des Judentums zugehörig fühlen. Igor Tokar ist am 24. September 2020 im Alter von 82 Jahren verstorben.
Die Liberale Jüdische Gemeinde zu Magdeburg sieht sich in der Tradition der liberal ausgerichtete Gemeinde von vor 1939. Deren Nachfolge wird auch von der bereits 1946 wiedergegründeten, heute orthodoxen Synagogen-Gemeinde zu Magdeburg behauptet. Das Verhältnis zwischen den beiden Gemeinden ist angespannt. So beansprucht etwa seit der Eröffnung der Neuen Synagoge (Magdeburg) 2023 auch die Liberale Jüdische Gemeinde Partizipation am neuen Gebäude. Es konnte bisher keine Einigung erzielt werden.
Am 18. Juni 2022 verlieh die Union progressiver Juden in Deutschland Frau Larisa Korshevnyuk, der Vorsitzenden der Jüdischen Gemeinde zu Magdeburg und Tochter von Igor Tokar, für ihre Verdienste um den Aufbau und für ihren Einsatz für das Liberale Judentum in Deutschland die Israel-Jacobson-Plakette.

## Vorsitzende
- 2005–2020: Igor Tokar (Gründungsvorsitzender, verstorben 2020)
- seit 2020: Larisa Korshevnyuk